# Johannes Grenness
Johannes Grenness (27. marts 1875 i Drammen – 18. oktober 1963 i København) var en norsk/dansk maler.
Har udstillet bl.a. i Munkeruphus i Dronningmølle, "Johannes Grenness – Lysets Mester", 29. marts-18. maj 2003